# Herba badia
Paspalum notatum, o herba badia (Bahia Grass), és una espècie de poàcia tropical o subtropical perenne. És notable per la seva inflorescència en forma de V composta per racems amb moltes espiguetes cadascuna de 2,8-3,5 mm de llarg.
És de creixement lent i prostrada amb estolons i rizomes. Les fulles tenen làmines de 2–6 mm d'amplada. Les tiges normalment fan de 20 a 75 cm d'alt.
És nativa de Mèxic i Amèrica del Sud però s'ha naturalitzat a Amèrica del Nord i a altres llocs. Prefereix els sòls sorrencs i tolera l'ombra i altres condicions difícils com la salinitat i la secada.
Principalment es cultiva com farratge i com a gespa de baixes necessitats de manteniment.